# Hagasjön (Krogsereds socken, Halland)
Hagasjön är en sjö i Falkenbergs kommun i Halland och ingår i Suseåns huvudavrinningsområde. Sjön är 9,5 meter djup, har en yta på 0,314 kvadratkilometer och är belägen 134,2 meter över havet.

## Delavrinningsområde
Hagasjön ingår i det delavrinningsområde (632540-132364) som SMHI kallar för Ovan Kilaån. Medelhöjden är 141 meter över havet och ytan är 15 kvadratkilometer. Det finns inga avrinningsområden uppströms utan avrinningsområdet är högsta punkten. Suseån (Suseån (norra)) som avvattnar avrinningsområdet har biflödesordning 2, vilket innebär att vattnet flödar genom totalt 2 vattendrag innan det når havet efter 49 kilometer. Avrinningsområdet består mestadels av skog (75 procent). Avrinningsområdet har 0,92 kvadratkilometer vattenytor vilket ger det en sjöprocent på 2,2 procent.